# 1816 au théâtre
| Années du théâtre : 1813 - 1814 - 1815 - 1816 - 1817 - 1818 - 1819    |
| Décennies du théâtre : 1780 - 1790 - 1800 - 1810 - 1820 - 1830 - 1840 |

## Événements
- Construction du théâtre des Funambules, avec une capacité de 500 places, sur le « boulevard du Crime » à Paris.

## Pièces de théâtre représentées

### Paris
- 8 février: Flore et Zéphire, à-propos-vaudeville en un acte de Delestre et Scribe, création au  théâtre du Vaudeville[1].
- 22 février : Le carnaval de Venise ou la constance à l'épreuve, ballet-pantomime en deux actes (réduit en un à partir du 7 septembre 1817) au théâtre de l'Opéra-Montansier[2]
- 6 mars : La Comédienne, comédie en trois actes de François Andrieux, Comédie-Française[3].
- 14 mars : Les Gardes-marine ou l'Amour et la faim, vaudeville en un acte de Michel Dieulafoy et Nicolas Gersin, création au théâtre du Vaudeville[4].

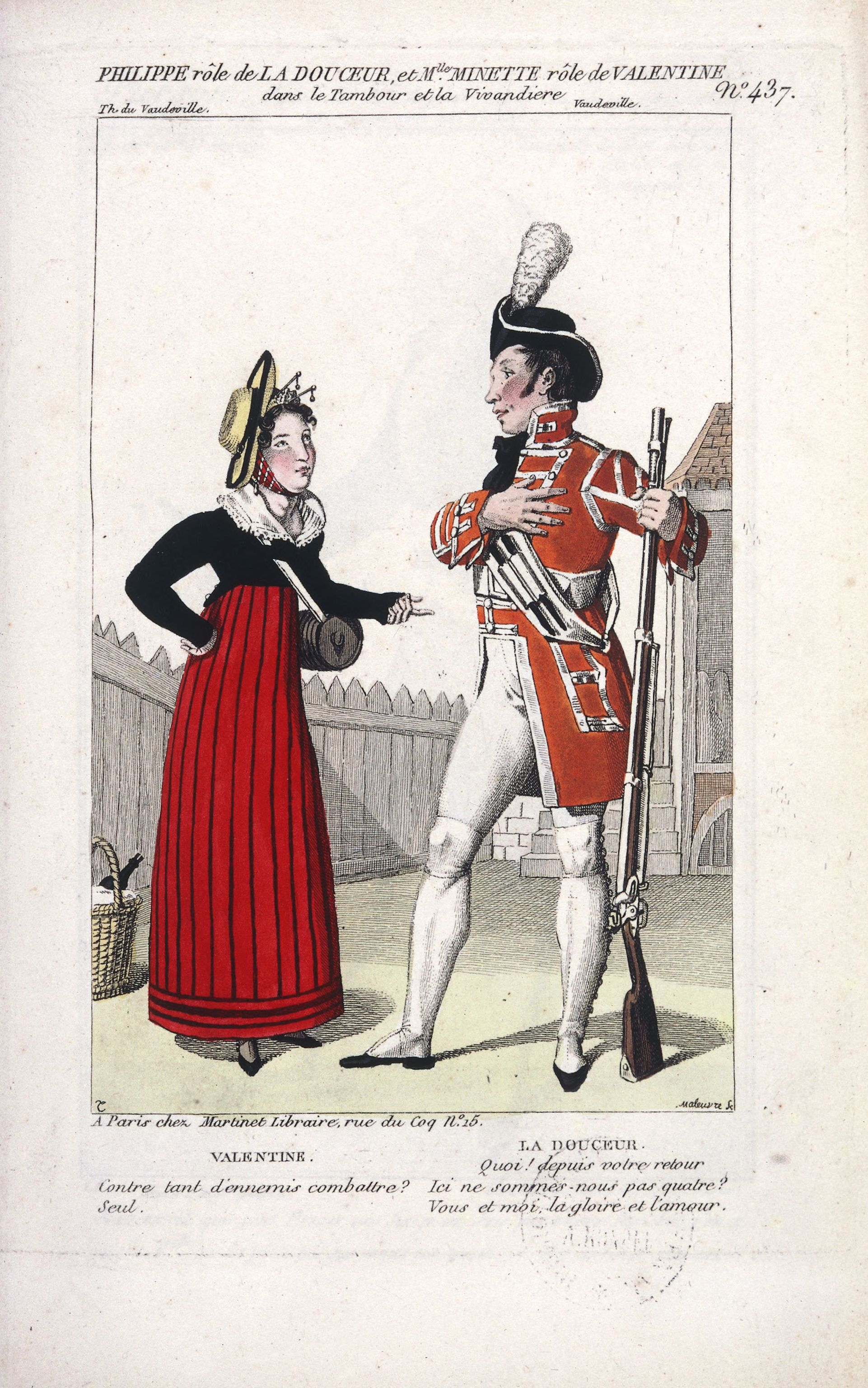
Le Tambour et la Vivandière, vaudeville de Jules-Joseph-Gabriel

- 9 octobre : Le tambour et la vivandière ou La capitulation, vaudeville en un acte de Jules-Joseph Gabriel au théâtre du Vaudeville[5]
- 12 novembre : La Jarretière de la mariée, vaudeville en un acte d'Eugène Scribe et Jean-Henri Dupin au théâtre des Variétés[6]
- 28 novembre : Le Monastère abandonné, mélodrame en trois actes de René Charles Guilbert de Pixérécourt au théâtre de la Gaîté[7]
- 16 décembre : Le Comte Ory, vaudeville en un acte d'Eugène Scribe et Charles-Gaspard Delestre-Poirson au théâtre du Vaudeville[8]
- 31 décembre : La princesse de Tarare ou Les contes de ma Mère l'Oie, vaudeville en un acte d'Eugène Scribe, Charles-Gaspard Delestre-Poirson et Henri Dupin au théâtre des Variétés[9]
- Vin et la Chanson, comédie-vaudeville en un acte, création au théâtre du Vaudeville[10].

## Décès
- 22 février : Eugénie D'Hannetaire, actrice française, née le 6 janvier 1746.
- 31 mars : Jean-François Ducis (né en 1733), dramaturge français
- 24 mai : Jean Baptiste Fauchard de Grand-Ménil (né en 1737), acteur et auteur dramatique français, sociétaire de la Comédie-Française
- 7 juillet : Richard Brinsley Sheridan (né en 1751), auteur et directeur de théâtre irlandais
- 26 juillet : Johan Nordahl Brun, dramaturge, poète et politicien norvégien
- 3 septembre : Friedrich Ludwig Schröder, acteur et dramaturge allemand, mort le 3 novembre 1744.
- Antoine Dupré (né en 1782), dramaturge haïtien